# Combrée
Combrée korábbi község Franciaország Loire mente régiójában, Maine-et-Loire megyében. 2016. december 15-én kilenc másik korábbi községgel egyesült és Ombrée d’Anjou új község része lett.
Lakosainak száma 2785 fő (2018. január 1.). Combrée Grugé-l’Hôpital, Bouillé-Ménard, Le Bourg-d’Iré, Bourg-l’Évêque, Noëllet, Noyant-la-Gravoyère, Le Tremblay és Vergonnes községekkel határos.

## Népesség
A település népességének változása:
| Lakosok száma | 2975 | 2644 | 2570 | 2560 | 2410 | 2590 | 2792 | 2837 | 2800 | 2785 |
|               | 1968 | 1975 | 1982 | 1990 | 1999 | 2006 | 2011 | 2013 | 2017 | 2018 |